# Perruche de Buru
Tanygnathus gramineus
Espèce
Statut de conservation UICN

 VU B1ab(ii,iii,v);C2a(ii) : Vulnérable
Statut CITES
La Perruche de Buru (Tanygnathus gramineus) est une espèce d'oiseau appartenant à la famille des Psittacidae.

## Description
Cet oiseau mesure environ 40 cm de long. Il est proche de la Perruche de Müller.
Le plumage présente une dominante verte avec une tête aux nuances grises et de nettes moustaches noires. Le bec est rouge. Les iris sont jaunes et les pattes grises.

## Habitat
Cet oiseau peuple les forêts de plaine en dessous de 600 m d'altitude.

## Répartition
Cette espèce vit sur l'île de Buru en Indonésie.

## Comportement
Cet oiseau est essentiellement nocturne.